# Choi Doo-Ho
Choi Doo-Ho (koreanska: 최두호), född 10 april 1991 i Daegu, är en sydkoreansk MMA-utövare som sedan 2014 tävlar i organisationen Ultimate Fighting Championship.